# Pierrefontaine-les-Varans
Pierrefontaine-les-Varans település Franciaországban, Doubs megyében. Lakosainak száma 1361 fő (2022. január 1.). Pierrefontaine-les-Varans Laviron, Belleherbe, Bretonvillers, Chamesey, Germéfontaine, Plaimbois-Vennes és La Sommette községekkel határos.

## Népesség
A település népességének változása:
| Lakosok száma | 1412 | 1538 | 1505 | 1280 | 1413 | 1394 | 1421 | 1396 | 1384 | 1361 |
|               | 1968 | 1982 | 1990 | 2006 | 2013 | 2015 | 2017 | 2019 | 2020 | 2022 |